# Андре Оєр
Андре Антоніус Марія Оєр (нід. André Antonius Maria Ooijer, МФА: [ˈoː.jər]; * 11 липня 1974, Амстердам) — нідерландський футболіст, захисник «Аяксу» та збірної Нідерландів.

## Титули і досягнення
- Чемпіон Нідерландів (7):

ПСВ:  1999–2000, 2000–01, 2002–03, 2004–05, 2005–06
«Аякс»:  2010–11, 2011–12
- Володар Кубка Нідерландів (2):

«Рода»:  1996–97
ПСВ:  2004–05
- Володар Суперкубка Нідерландів (4):

ПСВ:  1998, 2000, 2001, 2003
- Віце-чемпіон світу: 2010